# University of Maryland, Baltimore

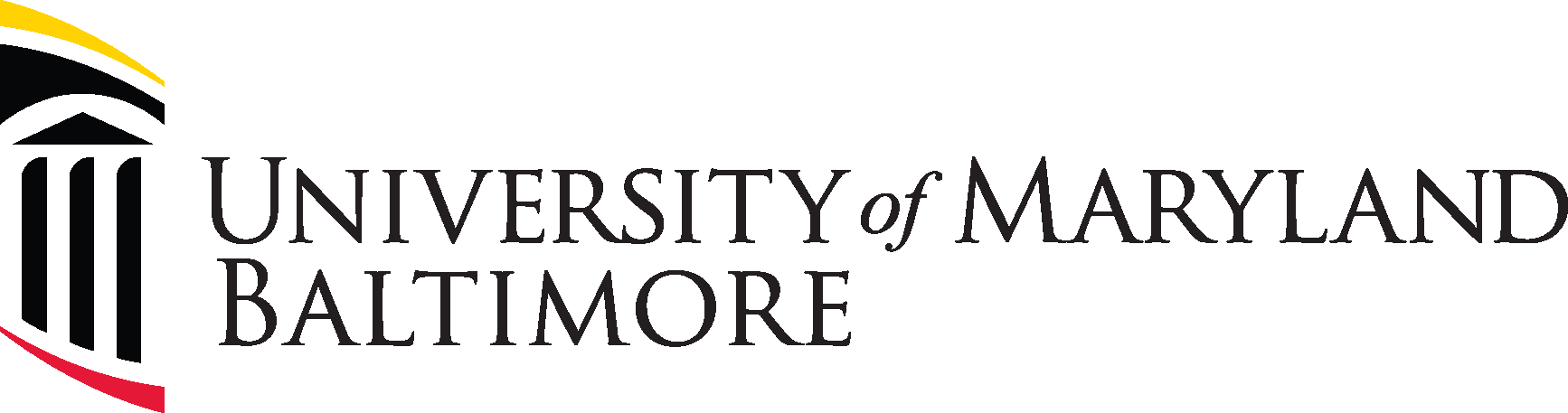
Logo University of Maryland, Baltimore (UMB)

Die University of Maryland, Baltimore (UMB) ist eine staatliche Universität in Baltimore, Maryland. Sie war die erste Universität, die im Rahmen des University System of Maryland gegründet wurde. Sie befindet sich auf einer Fläche von 71 Acres (0,29 km²) westlich der Innenstadt von Baltimore. Die UMB sollte nicht mit der University of Maryland, Baltimore County (UMBC), der University of Maryland, College Park (UMD) oder der University of Baltimore verwechselt werden, da diese verschiedenen Universitäten in unterschiedlichen akademischen/berufliche Disziplinen lehren oder forschen. Nach Angaben der National Science Foundation gab die Universität im Jahr 2023 insgesamt 1,185 Milliarden US-Dollar für Forschung und Entwicklung aus, womit sie landesweit auf Platz 18 und unter allen staatlichen Einrichtungen auf Platz 11 lag. Nach Angaben der National Institutes of Health (NIH) ist die UMB School of Medicine im Jahr 2023 landesweit auf Platz 32 und den staatlichen Universitäten mit medizinischen Fachrichtung auf Platz 17.

## Geschichte
Die UMB wurde 1807 als College of Medicine of Maryland, Davidge Hall (Chapter 53, Acts of 1807) gegründet. Im Jahr 1812 erweiterte sie ihr Lehrangebot und änderte ihren Namen in University of Maryland (Chapter 159, Acts of 1812). Sie erhielt die Befugnis, zusätzliche Fakultäten für Rechtswissenschaften (Jura), Theologie sowie Kunst und Wissenschaft einzurichten. Die juristische Fakultät wurde 1816 gegründet. Die UMB ist Standort einiger der ältesten Fakultäten für Medizin, Zahnmedizin, Pharmazie, Krankenpflege, Rechtswissenschaften und Sozialarbeitswissenschaften in den Vereinigten Staaten. Im Jahr 1970 gründete die Maryland General Assembly (Gesetzgeber des Bundesstaates) ein Netzwerk der University of Maryland mit fünf Standorten unterschiedlichen Schwerpunkten, darunter die:
- University of Maryland, Baltimore (UMB) (Medizin, Zahnmedizin, Rechtswissenschaften, Krankenpflege, Pharmazie und Sozialarbeitswissenschaften; mit professionelle Graduiertenkollegien);
- University of Maryland, Baltimore County (UMBC) (Naturwissenschaften, Technik und Informationstechnologie);
- University of Maryland, College Park (UMD) (Geisteswissenschaften und Wirtschaftsprogramme);
- University of Maryland Eastern Shore (UMES) (Strafjustiz, Erziehungswissenschaften, Bildende Künste, Mathematik, Sozialwissenschaften, Physiotherapy, Landwirtschaft, Lebensmittelwissenschaften); und die
- University of Maryland Global Campus (UMGC) (Studienprogramme für Studierende im Ausland, wie Militärangehörige und Veteranen)

mit einem systemweiten Präsidenten mit Sitz in University of Maryland, College Park und mit einem Campus-zuständigen Kanzler. 1988 wurde diese Einrichtung mit dem State University and College System of Maryland zum neuen University System of Maryland zusammengelegt. Inzwischen hat sich die Mehrzahl der Universitäten in Maryland zum University System of Maryland zusammengeschlossen.

## Campus
Der UMB Campus besteht aus 58 Gebäuden in der Nähe von Camden Yards, dem Baltimore Convention Center und dem berühmten Lexington Market, eine riesige überdachte Markthalle, in Baltimore. Anfang 2007 wurde mit dem Bau eines neuen Campus mit einer Fläche von 10.600 Quadratmetern begonnen, das im August 2009 als Southern Management Corporation Campus Center (SMC Center) eröffnet wurde. Die UMB hat auch mit einer umfangreichen Erweiterung des Campus West begonnen. Im Rahmen dieses 40.000 Quadratmetern großen Projekts, das unter dem Namen BioPark bekannt ist, wurden zehn neue Gebäude mit insgesamt 110.000 Quadratmetern Unterrichts-, Labor- und Bürofläche errichtet. Darüber hinaus hat das University of Maryland Medical System ein Grundstück im Stadtzentrum für den Bau eines neuen ambulanten Gesundheitszentrums freigegeben.
Die Universität wird über den öffentlichen Verkehr von der Haltestelle University Center/Baltimore Street des Baltimore Light Rail Systems bedient, die sich am östlichen Rand des Campus befindet. Die orangefarbene Linie des kostenlosen Charm City Circulator fährt sowohl zum BioPark als auch über den UMB-Campus zum Inner Harbor (Schiffshafen mitten im Stadtzentrum) und zu anderen Punkten im Osten. Die Universität wird auch von der Camden Station (Hauptbahnhof) bedient, die den Campus mit dem MARC-Zug mit der University of Maryland, College Park und der Union Station, der Hauptbahnhof in Washington, D.C., verbindet. Seit dem akademischen Jahr 2012–2013 bietet die Universität einen neuen kostenlosen Shuttle-Service für Studierende, Mitarbeiter und Fakultätsmitglieder sowie für Mitarbeiter des Universitätsklinikums an. Der Shuttle verkehrt auf drei Routen von der Universität nach West Baltimore (BioPark Center), Federal Hill und Mount Vernon.
Die Universität wird vom University of Maryland, Baltimore Police Department geschützt. Das UMB Police Department ist eine staatlich und national anerkannte Polizeibehörde, die auf dem Campus der UMB und in den umliegenden Gemeinden Polizeidienste leistet. Aufgrund einer Vereinbarung zwischen dem UMB Police Department und dem Baltimore Police Department haben die Polizeibeamten der UMB auf dem gesamten Campus der Universität die gleichen Befugnisse und Vollmachten wie die Polizeibeamten von Baltimore. Die UMB-Polizei besteht aus vereidigten Polizeibeamten und unbewaffneten Sicherheitskräften, die in den Universitätsgebäuden stationiert sind, um den Zugang zu den Gebäuden zu kontrollieren und andere Sicherheitsaufgaben zu erfüllen. Das Community Outreach and Support Team (COAST) der Polizeiabteilung der UMB wurde 2018 von der ehemaligen Polizeichefin der UMB, Alice Cary, ins Leben gerufen. Die Abteilung ist die dritte universitäre Polizeibehörde des Landes, die einen Comfort K-9, Officer Lexi, willkommen heißt, und nur eine von zwei universitären Polizeidienststellen im Land. Die Abteilung ist führend in der Obdachlosenhilfe und Krisenintervention und arbeitet mit Law Enforcement Assisted Diversion (LEAD) zusammen, um einkommensschwache Drogenstraftäter in Behandlung zu bringen. Im Herbst 2021 werden Auszubildende der School of Social Work (Fakultät der Sozialarbeitswissenschaft) mit der Polizeiabteilung der UMB zusammenarbeiten, um zusätzliche Ressourcen für gefährdete Bevölkerungsgruppen bereitzustellen.

## Fakultäten

### Medizin

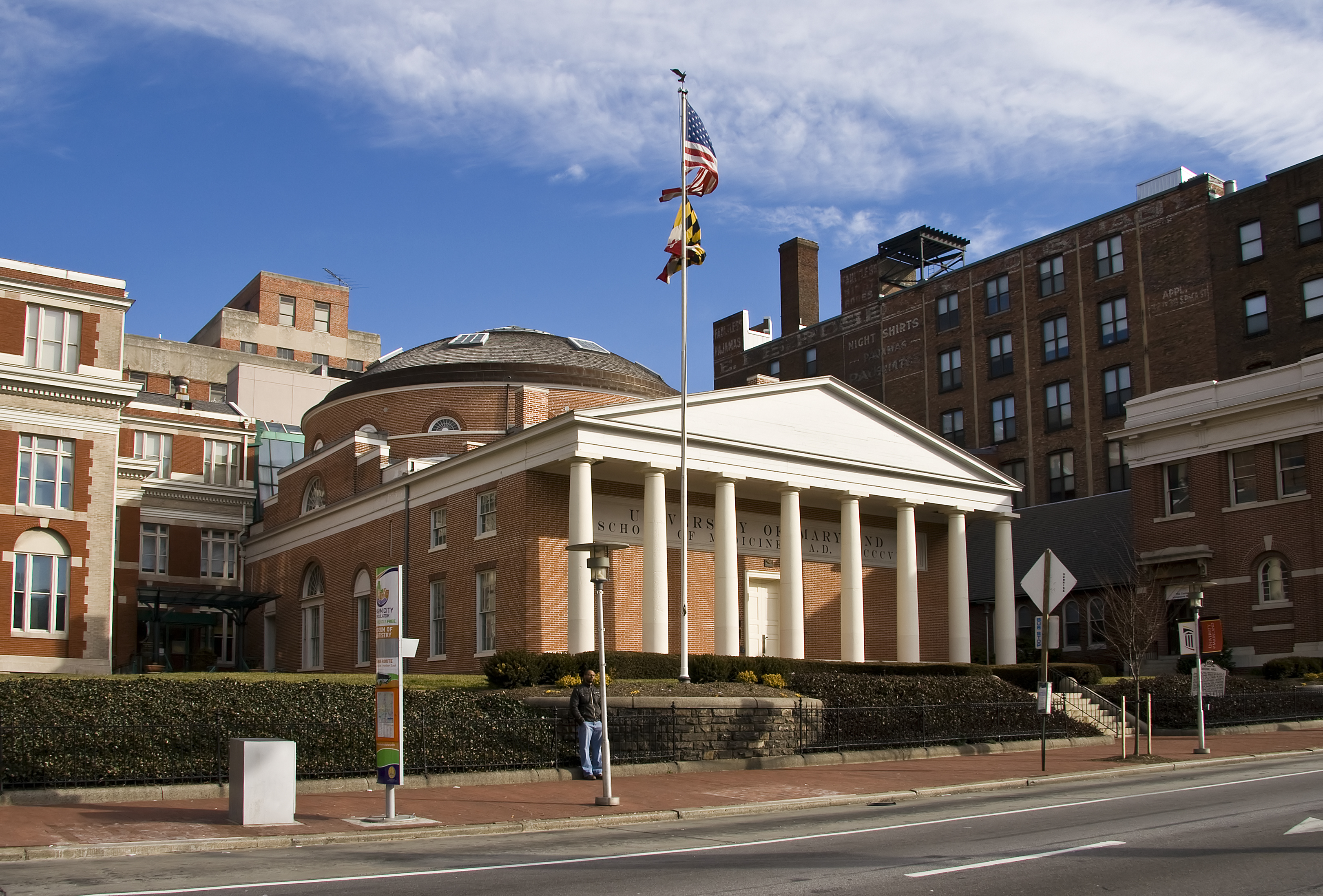
Die historische Davidge Hall (1812) der medizinischen Fakultät der University of Maryland, Baltimore, an der nordöstlichen Ecke von South Greene und West Lombard Streets.

Die University of Maryland School of Medicine (UMB SOM) wurde 1807 als College of Medicine of Maryland gegründet und war die erste staatliche medizinische Hochschule und die fünftälteste medizinische Fakultät in den Vereinigten Staaten. Auf dem Campus befindet sich die Davidge Hall, die von Robert Cary Long Sr. im Stil des Pantheon in Rom entworfen wurde. Sie wurde 1812 an der nordöstlichen Ecke von West Lombard und South Greene Street im Westen der Innenstadt von Baltimore erbaut und ist das älteste kontinuierlich genutzte Gebäude für die medizinische Ausbildung in den Vereinigten Staaten. Die UMB SOM wurde von der Zeitschrift U.S. News auf Platz 36 der „Best Medical Schools: Research“ und auf Platz 10 der „Best Medical Schools: Primary Care“ der Vereinigten Staaten eingestuft.
Die medizinische Fakultät ist eng mit dem „University of Maryland Medical Center and Medical System“, das staatliche Universitätsklinikum, verbunden und umfasst auch den Fachbereich Physiotherapie und Rehabilitationswissenschaften (PTRS), den Fachbereich Medizin- und Forschungstechnologie (DMRT) sowie zwei Forschungsinstitute, das Institut für Humanvirologie (IHV) und das Institut für Genomwissenschaften (IGS).
Neben dem Medical Degree (MD) in Medizin (Approbation als Arzt) bietet die UMB SOM auch PhD-Programme (Promotionen) an: ein Medical Scientist Training Program (MSTP) MD/PhD, einen gemeinsamen MD/DDS (Doktor der Zahnchirurgie), einen MD/MPH (Master of Public Health) und einen PhD/DPT (Doktor der Physiotherapie).

### Zahnmedizin

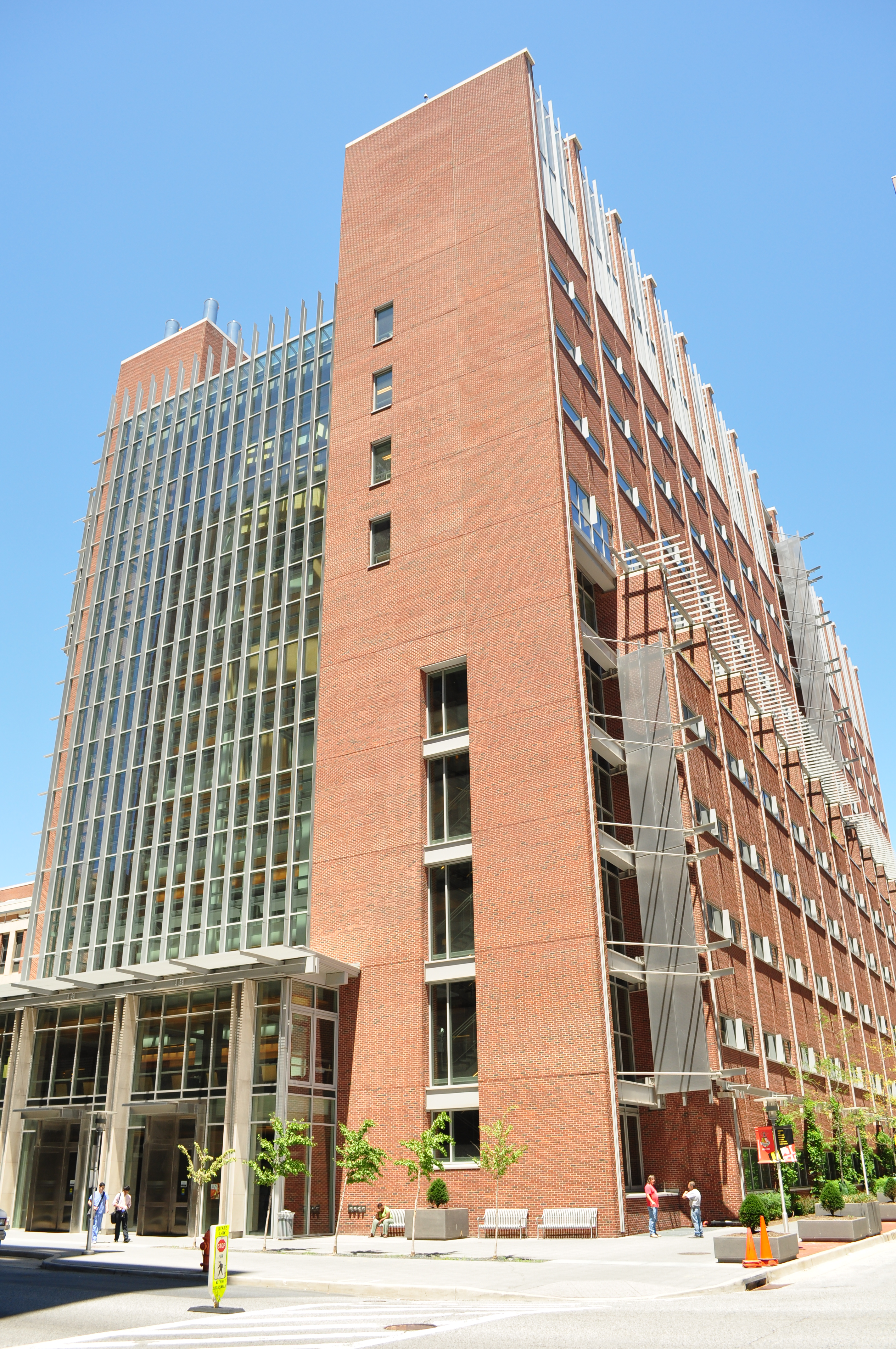
Das neue Gebäude der University of Maryland School of Dentistry liegt an der West Baltimore Street in Baltimore.

Die University of Maryland School of Dentistry (UM SOD) war die erste zahnmedizinische Hochschule der Welt. Sie wurde 1840 als Baltimore College of Dental Surgery (BCDS) gegründet und war die Geburtsstätte des Doctor of Dental Surgery (D.D.S.), Oralchirurgie. Sie gilt als die erste zahnmedizinische Hochschule der Welt. Sie ist die einzige zahnmedizinische Hochschule in Maryland. Im Oktober 2010 bezog die Schule ein neues Gebäude. Das neue Gebäude, das neben dem alten in der West Baltimore Street liegt, bietet einige der weltweit modernsten Einrichtungen und Technologien für Ausbildung und Patientenversorgung der Zahnmedizin. Die folgenden Fachbereiche der Zahnmedizin sind hier untergebracht: Endodontie, Prothetik, operative Zahnheilkunde; mikrobielle Pathogenese; Nerven- und Schmerzwissenschaften; Onkologie, Mund-, Kiefer und Gesichtschirurgie; und die Kieferorthopädie. Die Kosten für Bau und Ausstattung beliefen sich auf mehr als 130 Millionen US-Dollar, die höchste Summe, die der Staat Maryland jemals für ein akademisches Gebäude ausgegeben hat.

### Pharmazie
Die 1841 gegründete University of Maryland School of Pharmacy ist die viertälteste in den Vereinigten Staaten und war die erste in Maryland. Die Fachrichtung Pharmazie besteht aus drei Abteilungen: Pharmacy Practice and Science, Pharmaceutical Sciences und Pharmaceutical Health Services Research. Nach dem letzten Ranking der Pharmazie Fachrichtungen in den Vereinigten Staaten wurde die University of Maryland School of Pharmacy in der Ausgabe von 2024 des U.S. News & World Report auf Platz 15 eingestuft.

### Krankenpflege
Die University of Maryland School of Nursing (UMSON) wurde 1889 von der von Florence Nightingale ausgebildeten Krankenschwester Louisa Parsons gegründet. Auch dieser Teil der UMB gehört zu den ältesten Krankenpflegeschulen der Vereinigten Staaten. Die University of Maryland School of Nursing wurde 2025 von der Zeitschrift U.S. News & World Report landesweit auf Platz 13 eingestuft.
Das UMSON-Gebäude, das im November 1998 eröffnet wurde, befindet sich westlich des Stadtzentrums von Baltimore, der gemeinsam mit fünf nahe gelegenen Berufsschulen – Zahnmedizin, Jura, Medizin, Pharmazie und Sozialarbeit – sowie mit dem University of Maryland Medical System, das Universitätsklinikum (ehemals University of Maryland Hospital), und dem U.S. Veterans Affairs Medical Center (Militärkrankenhaus) genutzt wird. Mehr als 20 Fachrichtungen werden auf Bachelor und Master of Sciences Abschlussebene angeboten, darunter Trauma/Critical-Care, Onkologie, Gerontologie, psychiatrische/geistige Gesundheitspflege und Pflegeverwaltung. Seit 1999 ist die School of Nursing die einzige in Maryland, die ein Hebammen-Programm anbietet, das vom American College of Nurse Midwives vorakkreditiert ist. Darüber hinaus gibt es die Möglichkeit, sich als Krankenschwester oder Krankenpfleger in den Bereichen Familienpflege, Kinderheilkunde, Frauenheilkunde, Intensivpflege für Neugeborene (NICU), Grundversorgung von Erwachsenen, Akutpflege und Geriatrie ausbilden zu lassen. Um den Studenten klinische Programme anbieten zu können, unterhält die UMSON Partnerschaften mit mehr als 300 Krankenhäusern und Gesundheitseinrichtungen in ganz Maryland.

### Rechtswissenschaften

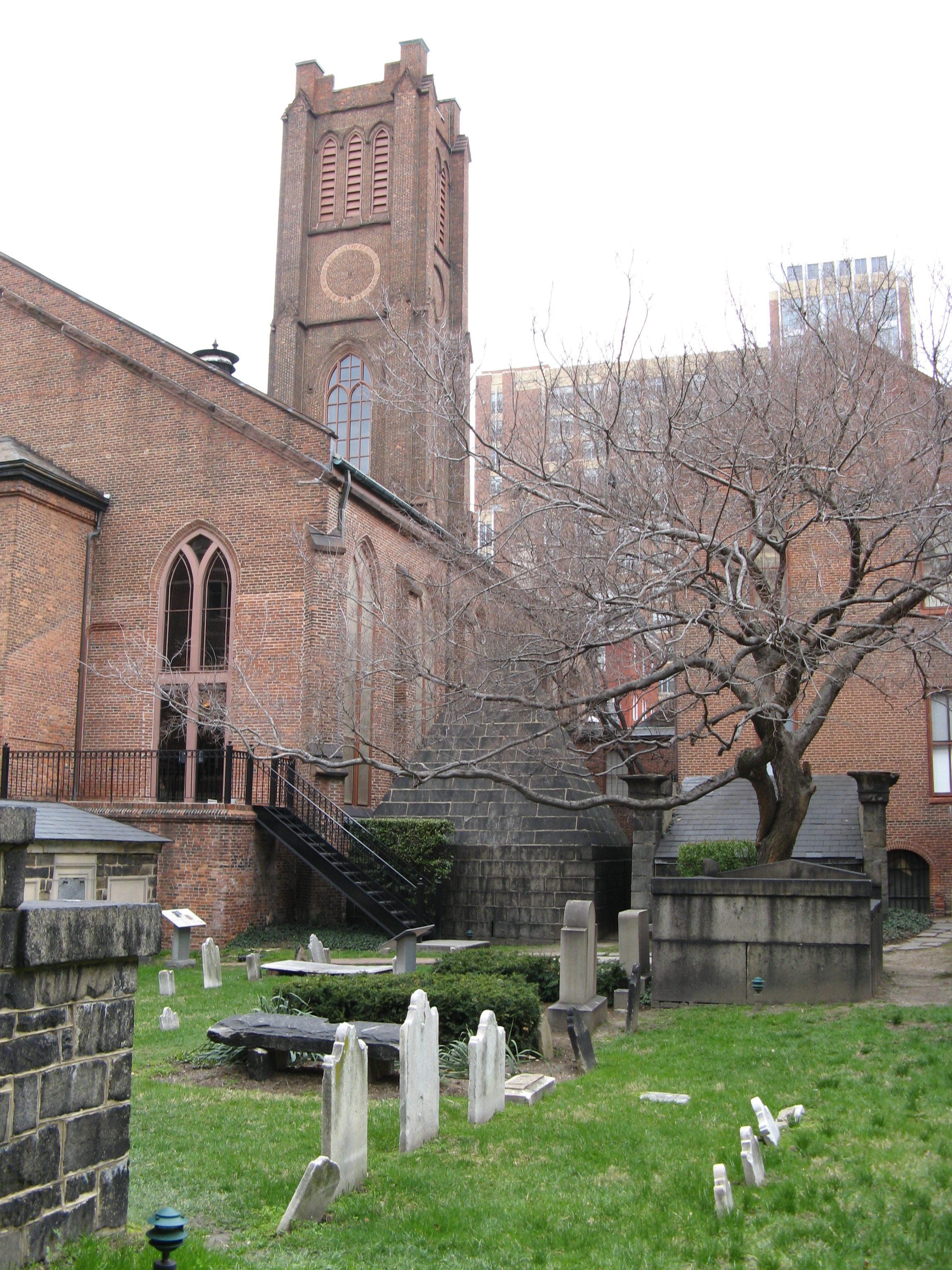
Westminster Hall und Friedhof

Die University of Maryland School of Law (Fakultät der Rechtswissenschaften) entstand mit der Einrichtung einer juristischen Fakultät an der University of Maryland im Jahr 1813. 1824 wurde sie unter der Leitung von David Hoffman offiziell als Maryland Institute of Law an der Universität gegründet. Im Jahr 1836 erhielt das Institut erneut den Status einer Fakultät.  Der Lehrbetrieb wurde von 1843 bis 1869 unterbrochen und dann im Rahmen der reorganisierten University of Maryland School of Law wieder aufgenommen. Im September 2011 wurde die Schule nach Francis King Carey, Esq. (1858–1944) benannt, einem bedeutenden Anwalt, Bürgerrechtler und Absolventen der Schule von 1880. Im Jahr 2002 zog die juristische Fakultät in ein neues Gebäude im englischen Tudor-Revival-Stil um, das das frühere modernistische Gebäude an der nordwestlichen Ecke von West Baltimore und North Paca Street ersetzte, angrenzend an das Gelände nördlich der alten Kirche, die Westminster Presbyterian Church, und dem alten Friedhof „Western Burying Grounds & Catacombs“ gegenüber der West Fayette und North Greene Streets, auf dem der berühmte Dichter und Schriftsteller Edgar Allan Poe (1809–1849) begraben liegt. Es ist die einzige juristische Fakultät in den Vereinigten Staaten, auf deren Campus ein berühmter Schriftsteller begraben liegt. Das restaurierte ehemalige Kirchengebäude, das heute als Westminster Hall bekannt ist, wird für Veranstaltungen und Vorlesungen auf dem Campus genutzt und ist ein beliebter Ort für Hochzeiten und andere gesellschaftliche Anlässe, wie Halloween am Grab von Edgar Allan Poe. Die University of Maryland School of Law wurde in der 2024er Ausgabe des U.S. News & World Report Law School Rankings auf Platz 55 unter den juristischen Fakultäten eingestuft und gehörte auch zu den Top 10 Programmen für Gesundheitsrecht, klinisches Recht und Umweltrecht. Zu den wichtigsten Fachgebieten gehören: Alternative Streitbeilegung; Wirtschaftsrecht; Klinisches Recht; Cybersecurity und Krisenmanagement; Umweltrecht; Recht des Gesundheitswesens; Recht des geistigen Eigentums; Internationales und vergleichendes Recht; Öffentliches Gesundheitsrecht; Frauen, Führungsqualitäten und Gleichberechtigung. Die juristische Fakultät bietet mehrere Optionen für ein Doppelabschluss an: Rechtswissenschaft in Kombinationen mit Betriebswissenschaft (Master in Business Administration, MBA), Öffentlichkeitspolitik, Gesundheit, und Sozialwissenschaften.

### Sozialarbeitswissenschaft
Die School of Social Work (Fakultät der Sozialarbeitswissenschaft) wurde 1961 als „School of Social Work and Community Planning“ gegründet. Sie ist in der West Redwood Street in Baltimore (Kaplan Hall) untergebracht. Der Studiengang Sozialarbeitswissenschaft bietet seinen Studierenden eine wissenschaftlich fundierte und zugleich praxisorientierte Profilbildung für alle Berufsfelder der Sozialen Arbeit. Absolventen der University of Maryland School of Social Work arbeiten auf allen Regierungsebenen, vom US-Senat über das Außenministerium und die Sozialbehörden bis hin zu Bundes- und Staatsgerichten. Absolventen arbeiten auch als Dozenten und Forscher an Universitäten im ganzen Land und sind als Therapeuten, Organisatoren und Manager tätig. Laut U.S. News & World Report rangierte die Hochschule 2024 landesweit auf Platz 24 im Bereich Sozialarbeit.

## Bibliotheken
Die UMB hat zwei Hauptbibliotheken auf ihrem Campus: die Health Sciences & Human Services Library (HS/HSL) und die Thurgood Marshall Law Library.
Die Bibliothek für Health Sciences & Human Services Library (HS/HSL) wurde 1813 aus der Sammlung von Dr. John Crawford, einem ehemaligen britischen Marinechirurgen, gegründet. Die ursprüngliche Bücherspende von Dr. Crawford wird in der Abteilung für historische Sammlungen der Bibliothek als Crawford-Sammlung aufbewahrt (sie umfasst ca. 569 Objekte). Der erste Standort der Bibliothek war das Büro des Prorektors im ursprünglichen Gebäude der Medizinischen Fakultät, heute bekannt als Davidge Hall. Unter der Leitung des ersten offiziellen Bibliotheksdirektors, Dr. Eugene F. Cordell von 1903 bis 1913, wuchs die Bibliothek schnell. Die Büchersammlungen der Fakultäten für Pharmazie und Zahnmedizin wurden aufgenommen, wonach ein eigenes Gebäude an der südöstlichen Ecke der Lombard und Green Streets bezogen wurde. 1998 zog die Bibliothek nochmals um und ist jetzt im HS/HSL-Gebäude an der West Lombard Street, welches Gruppenarbeitsräume, Computerklassenräume, mehrere Konferenzräume mit der Möglichkeit für Webkonferenzen und ein Präsentationsübungsstudio, zusätzlich zu vielen Arbeitsplätzen und einer Reihe von öffentlichen Computern beherbergt. Im März 2015 wurde nochmals eine Erneuerung eingeführt. Der neue Innovation Space, der für innovative und kollaborative praktische Lernerfahrungen mit 3D-Druckern und 3D-Scannern konzipiert ist.
Die andere Bibliothek, die Thurgood Marshall Law Library, benannt nach dem aus Baltimore stammenden Richter am Obersten Gerichtshof Thurgood Marshall, ist die juristische Bibliothek der University of Maryland School of Law (Fakultät Rechtswissenschaften). Die Marshall Law Library befindet sich im Gebäude der juristischen Fakultät an der West Fayette Street. Die Thurgood Marshall Law Library enthält über 400.000 Bände anglo-amerikanischer Rechtsliteratur sowie herausragende internationale und ausländische Rechtssammlungen. Die Bibliothek steht der allgemeinen Öffentlichkeit zur Verfügung.

## Prominente Absolventen und Lehrkräfte

### Erwähnenswerte Absolventen

#### Gouverneure
- Austin Lane Crothers, 46th governor of Maryland, from 1908 to 1912.
- Theodore R. McKeldin, 53rd governor of Maryland from 1951 to 1959
- Herbert O’Conor, 51st governor of Maryland from 1939 to 1947, U.S. Senate 1947–1953
- Martin O’Malley, (1988), Mayor of Baltimore, 1999–2006, and Governor of Maryland, 2007–2015.
- Albert Ritchie, 49th governor of Maryland from 1920 to 1935
- William S. Fulton, 4th governor of the Arkansas Territory, 1835–1836, and United States Senator for Arkansas, 1836–1844.

#### U.S. Senatoren
- Daniel B. Brewster, U.S. senator for Maryland, 1963–1969; congressman for Maryland's 2nd District, 1959–1963
- William Cabell Bruce, (1882), U.S. senator from Maryland from 1923 to 1929.
- Ben Cardin, (1967), U.S. congressman for United States House of Representatives, 1987–2007, and U.S. senator from Maryland, 2007–present.
- Charles Mathias, Jr., U.S. senator from Maryland from 1969 to 1987.
- Barbara Mikulski, (1965), U.S. senator from Maryland from 1987 to 2016.
- George L. P. Radcliffe, (1903), U.S. senator from Maryland from 1935 to 1947
- Isidor Rayner, U.S. senator from Maryland from 1905 to 1912.
- Joseph Tydings, (1953), U.S. senator from Maryland from 1965 to 1971
- Millard Tydings, U.S. senator from Maryland from 1927 to 1951.

#### U.S.-Kongressabgeordnete
- William Purington Cole, Jr., U.S. congressman from Maryland's 2nd District, 1927–1929 & 1931–1942
- Elijah Cummings, (1976), U.S. congressman for Maryland's 7th District, 1996–2019
- John Charles Linthicum, (1890), U.S. congressman for Maryland's 4th District, 1911–1932
- Hugh Meade, (1932), U.S. congressman for Maryland 2nd District, 1947–1949
- Eric Swalwell, (2006), U.S. congressman for California's 14th District, 2013–present

#### U.S.-Senatoren
- Thomas V. Mike Miller, Jr., president of State Senate from 1987 to 2020

#### Staatsdelegierte
- James W. Campbell, (1976), former member of Maryland House of Delegates
- Adelaide C. Eckardt, (1978), (1981), member Maryland House of Delegates
- Donald B. Elliott, (1957), member Maryland House of Delegates.
- Louise Virginia Snodgrass, former member of Maryland House of Delegates

#### Richter
- Lynne A. Battaglia, (1974), Maryland State Supreme Court judge (Maryland Court of Appeals), 2001–present
- Andre M. Davis, (1978), judge, U.S. District Court for the District of Maryland, 1995–2009; judge U.S. Court of Appeals for the Fourth Circuit 2009–present.
- Clayton Greene, Jr., (1976), Maryland State Supreme Court judge (Maryland Court of Appeals), 2004–present
- Glenn T. Harrell, Jr., (1970), Maryland State Supreme Court judge (Maryland Court of Appeals), 1999–present
- Alan M. Wilner, (1962), Maryland State Supreme Court judge (Maryland Court of Appeals), 1996–present

#### Naturwissenschaften und Medizin
- Deborah Benzil, (M.D. 1985), Vice-Chair of Neurosurgery at Cleveland Clinic, Professor of Neurosurgery at Cleveland Clinic Lerner College of Medicine
- J. Bart Classen, immunologist and anti-vaccinationist
- Dr. Antonio Fernós-Isern, first Puerto Rican cardiologist and its longest serving resident commissioner.
- Archibald „Moonlight“ Graham, (1908), physician, Major League Baseball player, portrayed in the film Field of Dreams
- Samuel Mudd, physician, convicted of aiding and abetting the assassination of Abraham Lincoln
- Enrique Pérez Santiago, first Puerto Rican hematologist
- F. Mason Sones, (1943), cardiologist, inventor of coronary angiography
- Theodore E. Woodward, Nobel Prize nominee, renowned researcher in the field of medicine

#### Andere
- Charles C. Byrne, U.S. Army general
- Louis L. Goldstein, (1938), Maryland Comptroller of the Treasury, 1959–1998
- Robert M. Parker Jr., (1973), considered world's leading wine critic
- William C. Schmeisser, (1907), National Lacrosse Hall of Fame inductee
- Wendy Sherman, (1976), former United States Deputy Secretary of State
- James T. Smith, (1968), Baltimore County Executive, 2002–2010

### Erwähnenswerte Lehrkräfte
- Brajesh Lal, surgeon and expert in the prevention and treatment of stroke and venous disease
- Dan K. Morhaim, current member of Maryland House of Delegates.